# 꽃네
"꽃네"는 1969년 공개된 대한민국의 영화이다.

## 배역
- 김지미
- 남정임
- 이낙훈
- 허장강
- 차유미
- 정애란
- 최삼
- 김신옥
- 김정옥
- 김용연
- 정민
- 양현아
- 강계식
- 지방열
- 김기범
- 박순봉
- 주일몽
- 박철
- 김수천
- 최일
- 임생출
- 지계순
- 윤신옥